# Herman Louw
Pour les articles homonymes, voir Louw.
Herman Louw, né en 1975, est un nageur sud-africain.

## Carrière
Herman Louw remporte aux Jeux africains de 1995 à Harare la médaille d'or du 100 mètres brasse, du 200 mètres brasse ainsi que du relais 4 x 100 mètres quatre nages.
Il termine premier du 200 mètres brasse et deuxième du 100 mètres brasse aux sélections olympiques d'Afrique du Sud à Durban en mars 1996.
Aux Jeux africains de 1999 à Johannesbourg, il est médaillé d'or du relais 200 mètres nage libre et du relais 4 x 200 mètres nage libre,.